# Volta a Portugal de 1999
A 61ª edição da Volta a Portugal em Bicicleta decorreu entre os dias 26 de Julho e 8 de Agosto de 1999. Foram percorridos 2319,2 km.

## Equipas
Participaram 162 ciclistas de 18 equipas:
- Banesto
- LA Aluminios-Pecol-Águias de Alpiarça
- Lampre-Daikin
- Sport Lisboa e Benfica-Winterthur
- Mobilvetta-Northwave
- Liquigas
- Maia-CIN
- Euskaltel-Euskadi
- Vini Caldirola
- Cantina Tollo
- Porta da Ravessa-Milaneza
- Recer-Boavista
- Selle Italia
- Gresco-Tavira
- Riso Scotti-Vinavil
- Acceptcard Pro Cycling
- Paredes Móvel-Ecop
- Mroz

## Etapas
| Detalhe   | Data        | Cidades da etapa                  | km         | Vencedor da etapa             | Líder da classificação geral  |
| 1ª etapa  | 26 de Julho | Cantanhede-Leiria                 | 187        | Fulvio Frigo · Itália         | Fulvio Frigo · Itália         |
| 2ª etapa  | 27 de Julho | Santiago do Cacém-Loulé           | 208,3      | Youri Sourkov · Rússia        | Cândido Barbosa · Portugal    |
| 3ª etapa  | 28 de Julho | Loulé-Évora                       | 235        | Endrio Leoni · Itália         | Giancarlo Raimondi · Itália   |
| 4ª etapa  | 29 de Julho | Évora-Portalegre                  | 144,9      | Saulius Sarkauskas · Lituânia | Saulius Sarkauskas · Lituânia |
| 5ª etapa  | 30 de Julho | Portalegre-Marvão                 | 20,5 (CRI) | Vítor Gamito · Portugal       | Vítor Gamito · Portugal       |
| 6ª etapa  | 31 de Julho | Portalegre-Tábua                  | 200,3      | Marco Vergnani · Itália       | Vítor Gamito · Portugal       |
| 7ª etapa  | 1 de Agosto | Tábua-Seia                        | 187        | Cândido Barbosa · Portugal    | Vítor Gamito · Portugal       |
| 8ª etapa  | 2 de Agosto | Seia-Mirandela                    | 182,2      | Piotr Przydzial · Polónia     | Vítor Gamito · Portugal       |
| 9ª etapa  | 3 de Agosto | Mirandela-Bragança                | 118        | Nicola Micelli · Itália       | Vítor Gamito · Portugal       |
| 10ª etapa | 4 de Agosto | Bragança-Alto da Senhora da Graça | 189        | Michele Laddomada · Itália    | Vítor Gamito · Portugal       |
| 11ª etapa | 5 de Agosto | Mondim de Basto-Lordelo           | 183        | Piotr Wadecki · Polónia       | Vítor Gamito · Portugal       |
| 12ª etapa | 6 de Agosto | Lordelo-Águeda                    | 150        | Pablo Lastras · Espanha       | Vítor Gamito · Portugal       |
| 13ª etapa | 7 de Agosto | Cantanhede-Cantanhede             | 36,7 (CRI) | Melchior Mauri · Espanha      | David Plaza · Espanha         |
| 14ª etapa | 8 de Agosto | Águeda-Matosinhos                 | 121,2      | Romans Vainsteins · Letônia   | David Plaza · Espanha         |

## Classificação Final
| Lugar | Nome              | Nacionalidade | Equipa                                  | Tempo     |
| 01.   | David Plaza       | Espanha       | Sport Lisboa e Benfica-Winterthur       | 53h36m35s |
| 02.   | Vítor Gamito      | Portugal      | Porta da Ravessa-Milaneza               | a 09s     |
| 03.   | Melcior Mauri     | Espanha       | Sport Lisboa e Benfica-Winterthur       | a 16s     |
| 04.   | Fabio Malberti    | Itália        | Riso Scoti-Vinavil                      | a 2m44s   |
| 05.   | Cândido Barbosa   | Portugal      | Banesto                                 | a 3m13s   |
| 06.   | Rui Lavarinhas    | Portugal      | Maia-Cin                                | a 3m26s   |
| 07.   | Joaquim Sampaio   | Portugal      | Porta da Ravessa-Milaneza               | a 4m22s   |
| 08.   | José Azevedo      | Portugal      | Maia-Cin                                | a 4m29s   |
| 09.   | Delmino Pereira   | Portugal      | Recer-Boavista                          | a 5m29s   |
| 10.   | Bruno Castanheira | Portugal      | L.A. Alumínios-Pecol-Águias de Alpiarça | a 5m37s   |

## Outras classificações
Pontos (camisola verde): Cândido Barbosa - Banesto
Montanha (camisola azul): Pedro Cardoso - Maia-Cin
Juventude (camisola laranja): Bruno Castanheira - L.A. Alumínios-Pecol-Águias de Alpiarça
Sprints Especiais: Nélson Vitorino  - Gresco-Tavira
Combinado: Vítor Gamito - Porta da Ravessa-Milaneza
Geral Equipas: Sport Lisboa e Benfica-Winterthur